# Hermann Blecher
Hermann Blecher (* 8. Februar 1841 in Barmen; † 20. November 1918 ebenda) war ein deutscher Ingenieur. Er war Vorsitzender des Vereins Deutscher Ingenieure (VDI).

## Leben
Hermann Blecher, Sohn des Kaufmanns Hermann Friedrich Blecher, besuchte von 1854 bis 1857 die Königliche Provinzial-Gewerbeschule in Elberfeld. Nach der Schule begann er eine Lehre bei der Barmer Firma Alfred Wever & Co., für die er insgesamt fünfeinhalb Jahre tätig war. 1863 stellte ihn ein ebenfalls in Barmen ansässiger Zivilingenieur ein. 1866 trat Blecher in das Maschinenbau-Unternehmen seines späteren Schwagers Rittershaus ein, die später unter dem Namen „Rittershaus & Blecher“ firmierte. Nach dem Tod des Teilhabers 1895 ging das Unternehmen in den alleinigen Besitz Blechers über. Er sah es als sein Ziel an, den Dampfmaschinenbau von seinen Kinderkrankheiten zu befreien.
Blecher war Gründungsvorstand des 1872 ins Leben gerufenen Bergischen Dampfkessel-Überwachungsvereines und von 1878 bis 1885 dessen erster Vorsitzender. Von 1879 bis 1885 war er Stadtverordneter in Barmen. Blecher wurde in zahlreiche technische Ausschüsse gewählt. Er war im Vorstand der regionalen Maschinenbau- und Kleineisenindustrie-Berufsgenossenschaft und langjähriger Oberst der Barmer Feuerwehr.
Blecher war seit 1868 Mitglied des Vereins Deutscher Ingenieure (VDI). Er gehörte zu den Gründern des 1873 gegründeten Bergischen Bezirksvereins des VDI, dessen Vorsitzender er zwischen 1874 und 1910 insgesamt sieben Mal war. 1878 war er Vorstandsmitglied, 1889 und 1890 Vorsitzender des Gesamtvereins. In seine Amtszeit fiel die Enthüllung des Maschinendenkmals zur Erinnerung an die Inbetriebnahme der ersten deutschen Dampfmaschine. Im Auftrag des VDI saß Blecher im Kuratorium der in Köln angesiedelten ersten deutschen Technischen Mittelschule. Der VDI  ernannte Blecher 1912 zu seinem Ehrenmitglied. Ein Jahr zuvor hatte er bereits die Ehrenmitgliedschaft des Bergischen Bezirksvereins erhalten.